# Hakan Reçber
Hakan Reçber (Ancara, 17 de agosto de 1999) é um taekwondista turco, medalhista olímpico.

## Carreira
Reçber conquistou a medalha de bronze nos Jogos Olímpicos de Verão de 2020 em Tóquio, após confronto contra o bósnio Nedžad Husić na categoria até 68 kg. Ele também ganhou a medalha de prata no Campeonato Europeu de Taekwondo de 2018 no peso galo (-63 kg).
Em 2023, obteve o ouro na categoria abaixo 63 quilogramas do Mundial em Bacu, derrotando Banlung Tumtimdang na final.